# Roženpelj
Roženpelj – wieś w Słowenii, w gminie Trebnje. W 2018 roku liczyła 45 mieszkańców.